# Royal szálló (Kecskemét)
A Royal Szálló a 20. század elején Kecskemét egyik legjelentősebb szállodája volt. Az épületben vendéglő, kávéház és sörcsarnok is működött, és fontos szerepet játszott a város társadalmi és vendéglátó életében. Itt szállt meg többször Ferenczy Ida, Erzsébet királyné bizalmasa is, amikor Kecskemétre látogatott.

## Története
A Royal Szálló helyén korábban Dunszt Ferenc, a Dunszt család kecskeméti ágának feje üzemeltette „A víg magyarhoz” címzett vendéglőjét. Később fia, Dunszt József vette meg az épületet, amelyet Royal Szálló néven fejlesztett tovább. A szálloda a századfordulóra a város egyik legimpozánsabb vendéglátóhelyévé vált, és olyan ismert szálláshelyekkel versenyzett, mint a Beretvás Szálló. Dunszt József halála után fiai, Dunszt Adorján és Dunszt Gyula vették át a Royal Szálló és a hozzá tartozó vendéglátóhelyek vezetését. Adorján apja mellett tanulta ki a szakmát. Gyula Budapesten szerzett tapasztalatot a Pannónia Szállóban és az Angol Királynő Szállodában, majd Kolozsváron a Mágnás Kaszinó főpincére volt. A 20. század elején a Royal Szálló mellett a Beretvás Szálló volt a város másik nagyhírű szállodája. 1907-ben Kecskeméten új szálloda nyílt, az Iparos-otthon, amely az Iparegyesület és Ipartestület székházában működött.